# Barriales
Barriales är en ort i Mexiko.   Den ligger i kommunen Tlatlaya och delstaten Mexiko, i den södra delen av landet, 140 km sydväst om huvudstaden Mexico City. Barriales ligger 1 229 meter över havet och antalet invånare är 209.
Terrängen runt Barriales är kuperad västerut, men österut är den bergig. Runt Barriales är det ganska glesbefolkat, med 47 invånare per kvadratkilometer. Närmaste större samhälle är San Mateo, 1,8 km väster om Barriales. I omgivningarna runt Barriales växer huvudsakligen savannskog.